# Запуст (Великопольське воєводство)
Запуст (пол. Zapust) — село в Польщі, у гміні Остроруґ Шамотульського повіту Великопольського воєводства.
Населення — 122 особи (2011).
У 1975-1998 роках село належало до Познанського воєводства.

## Демографія
Демографічна структура станом на 31 березня 2011 року:
|          | Загалом | Допрацездатний вік | Працездатний вік | Постпрацездатний вік |
| -------- | ------- | ------------------ | ---------------- | -------------------- |
| Чоловіки | 66      | 15                 | 43               | 8                    |
| Жінки    | 56      | 8                  | 32               | 16                   |
| Разом    | 122     | 23                 | 75               | 24                   |